# Columbia Branch
Der Columbia Branch ist ein Fluss im Toledo District in Belize. Er mündet nach einem Verlauf von etwa 85 km in den Rio Grande. Er hat ein Einzugsgebiet von ungefähr 155 km².

## Verlauf
Der Columbia Branch entspringt sieben Kilometer nordwestlich von Na Lum Cah in den Maya Mountains, in der Nähe der Quellen des  Rio Blanco (Blue Creek). Das Gebiet ist als Columbia River Forest Reserve geschützt. Von dort fließt der Fluss nach Südosten bis Na Lum Cah, wo er sich nach Osten wendet. Bei Crique Jute nimmt er von rechts den Crique Jute auf und fließt vorbei an der archäologischen Stätte Lubaantun und am Dorf San Pedro Columbia. Er mündet drei Kilometer westlich von Big Falls in den Rio Grande, welcher selbst im Nordosten von Cattle Landing ins Karibische Meer mündet.